# خلیل‌لی (کردامیر)
خلیل‌لی (به لاتین: Khalilli) یک منطقه مسکونی در جمهوری آذربایجان است که در شهرستان کردامیر واقع شده است.